# Station Rosporden
Station Rosporden is een spoorwegstation in de Franse gemeente Rosporden.
Het wordt bediend door :
- De TGV op het traject Paris-Montparnasse - Quimper
- Treinen van het netwerk TER Bretagne op de trajecten van Quimper naar respectievelijk Rennes, Lorient en Nantes.